# لنغهفلد
لنغفلد (بالألمانية: Lengefeld) هي بلدة ألمانية تقع في ألمانيا في ساكسونيا.  يقدر عدد سكانها بـ 4,290 نسمة .

## المدن التوأمة
مدينة ايلزهوفن هي مدينة توأمة لـلنغفلد.

## أعلام
- هرمان شوبرت
- جيزيلا غليندي